# Rzące
Rzące – wieś w Polsce położona w województwie podlaskim, w powiecie wysokomazowieckim, w gminie Sokoły.
W latach 1975–1998 miejscowość administracyjnie należała do województwa łomżyńskiego.
Wierni kościoła rzymskokatolickiego należą do parafii  Wniebowzięcia NMP w Sokołach.

## Historia
Założone najprawdopodobniej na początku XV w. Nazywane również Rząca. Były częścią dóbr biskupów płockich. Następnie własność skarbu państwa, w tzw. kluczu brańszczykowskim.
W I Rzeczypospolitej wieś należała do ziemi bielskiej.
W roku 1827 Rzące liczyły 24 domy i 131 mieszkańców.
Pod koniec wieku XIX wieś drobnoszlachecka w powiecie mazowieckim, gmina i parafia Sokoły.
W roku 1921 naliczono tu 26 budynków z przeznaczeniem mieszkalnym oraz 153 mieszkańców (75 mężczyzn i 78 kobiet). Wszyscy podali narodowość polską.

## Obiektyzabytkowe
Cmentarz wojenny z lat 1914–1915. Ma kształt spłaszczonego kopca. Oczyszczony i ogrodzony metalową siatką. Zachował się oryginalny krzyż drewniany z napisem na belce poprzecznej: 1914 PATRIA 1915 oraz na pionowej 39? ?PLO? RUSS?. Brak nazwisk